# Ligne de Beaumont-Loriat à Saint-Flour
La ligne de Beaumont-Loriat à Saint-Flour était une ligne ferroviaire française à écartement standard et à voie unique qui reliait la gare de Saint-Flour-Chaudes-Aigues sur la ligne de Béziers à Neussargues (ligne des Causses) à la gare de Beaumont à proximité de Brioude sur la ligne de Saint-Germain-des-Fossés à Nîmes-Courbessac (ligne des Cévennes).
Elle constituait la ligne 794 000 du réseau ferré national.

## Histoire
La compagnie du Grand-Central souhaitait créer une ligne principale provenant d'Aurillac et allant vers Lempdes, près d'Arvant, en passant par Neussargues. À Arvant, les trains étaient dirigés vers Clermont-Ferrand au nord ou vers Le Puy-en-Velay et Saint-Étienne au sud.
La compagnie a rapidement fait faillite et a été partagée entre le Paris-Orléans à l'ouest et le PLM à l'est ; les deux compagnies avaient leurs réseaux respectifs se rejoignant à Arvant.
La Compagnie des chemins de fer du Midi a, quant à elle, obtenu la concession d'une ligne partant de Béziers vers le Massif central. Celle-ci aboutit à la gare de Neussargues, située sur le réseau du PO, et constitue la Ligne de Béziers à Neussargues. Les quelques trains du PLM venant de Paris, transitant par Clermont-Ferrand et à destination de Béziers devaient donc emprunter et payer le PO en plus du Midi pour minimiser le trajet vers le Languedoc ; d'ailleurs, un accord stipulait que le transport de marchandises (en particulier, du vin), devait être attribué à la compagnie offrant la distance minimale avec la capitale.
Le PLM, propriétaire de la ligne de Saint-Germain-des-Fossés à Nîmes-Courbessac en passant par Arvant et Brioude décida de faire transiter ses trains non plus sur les sections d'Arvant à Neussargues (propriété du PO) et de Neussargues à Saint-Flour et Béziers (intégralité de la ligne de Béziers à Neussargues appartenant au Midi), mais par la section d'Arvant à Brioude (partie de la ligne de Saint-Germain-des-Fossés à Nîmes-Courbessac PLM) et de Brioude à Saint-Flour, construite dans cet unique objectif.
La ligne des Causses n'était reliée directement à Paris par le PO que depuis l'ouverture de la voie ferrée entre Bort-les-Orgues et Neussargues en 1908. Les rames des trains de voyageurs du PO et du PLM (qui faisait circuler ce train Paris-Béziers depuis plus longtemps), venant de Paris (gares d'Orsay et de Lyon) étaient dès lors attachées à Neussargues pour poursuivre le trajet à travers les Causses.
Une ligne « partant du Pont-Montgon et aboutissant à ou près Arvant » est concédé à titre éventuel à la Compagnie des chemins de fer du Midi et du Canal latéral à la Garonne par une loi le 23 mars 1874, sous réserve de sa déclaration d'utilité publique dans un délai de huit ans. Une loi du 28 décembre 1882 proroge le délai pour accorder la concession de deux ans. Cette ligne est déclarée d'utilité publique et concédée à titre définitif à la compagnie par une loi le 5 août 1885.
Finalement, en l'absence de début de réalisation de la ligne, elle est déclassée et une ligne de « Brioude à Saint-Flour » est déclarée d'utilité publique par une loi le 7 juillet 1905. La concession de cette nouvelle ligne est accordée pour moitié à la Compagnie des chemins de fer de Paris à Lyon et à la Méditerranée par une convention signée entre la compagnie et le Ministre des travaux publics le 7 juillet 1905. Cette convention est approuvée par une loi le 27 avril 1906.
Une convention signée entre l'État et la Compagnie des chemins de fer du Midi et du Canal latéral à la Garonne le 29 avril 1907 et approuvée par une loi le 2 août 1907 annule la concession de la ligne du Pont-Montgon à Arvant et accorde à la compagnie la moitié de la concession de la ligne de Brioude à Saint-Flour.
La section de Beaumont à Saint-Flour est inaugurée le 1er juin 1910 et est exploitée en commun avec le Midi.
Le PLM pouvait ainsi ne plus dépendre du PO et faire circuler ses trains en totale concurrence avec le PO pour le trajet de Paris à Béziers.
Une bonne partie du trafic de marchandises contournait tout simplement le Massif central, qui offrait des pentes très dures. L'utilisation était donc surtout destinée au transport de voyageurs. En 1921, la ligne fut cependant utilisée par le PLM pour effectuer des essais du frein automatique sur les trains de marchandises.
Au début des années 1930, le PO limita son offre entre Paris et Béziers par Montluçon, Bort-les-Orgues, Neussargues et Saint-Flour à cette dernière localité.
La section de La Chapelle-Laurent à Saint-Flour est déclassée par une loi le 30 novembre 1941.
La section de Beaumont-Loriat à La Chapelle-Laurent (PK 3,3465 à 23,954) est déclassée par décret le 12 novembre 1954.

## Description
Cette voie ferrée comporte des rampes de 33 ‰. A l’extrémité nord de la ligne, une double jonction était prévue pour relier la ligne à celle de Saint-Germain-des-Fossés à Nîmes Courbessac du PLM, avec une branche direction Brioude et Nîmes faisant jonction à Beaumont et une autre branche direction Arvant, Clermont-Ferrand et Paris faisant jonction à Laroche-Trandon. La bifurcation des deux branches se situait entre les lieux-dits du Pouget et Civeyrac. Théoriquement, en venant du nord (Paris et Clermont), les trains de voyageurs n'étaient pas obligés de rebrousser chemin à Brioude. Pour quitter l'axe des Cévennes, ils pouvaient se diriger directement vers Saint-Flour. Mais la jonction avec Arvant n’est jamais achevée, ce qui oblige tout le trafic entre le nord et Béziers à changer de direction à la gare de Brioude.
Les images satellites obtenues avec le logiciel Google Earth et celles du portail Web Géoportail montrent les vestiges de l'ancien tracé de la ligne.

## Abandon

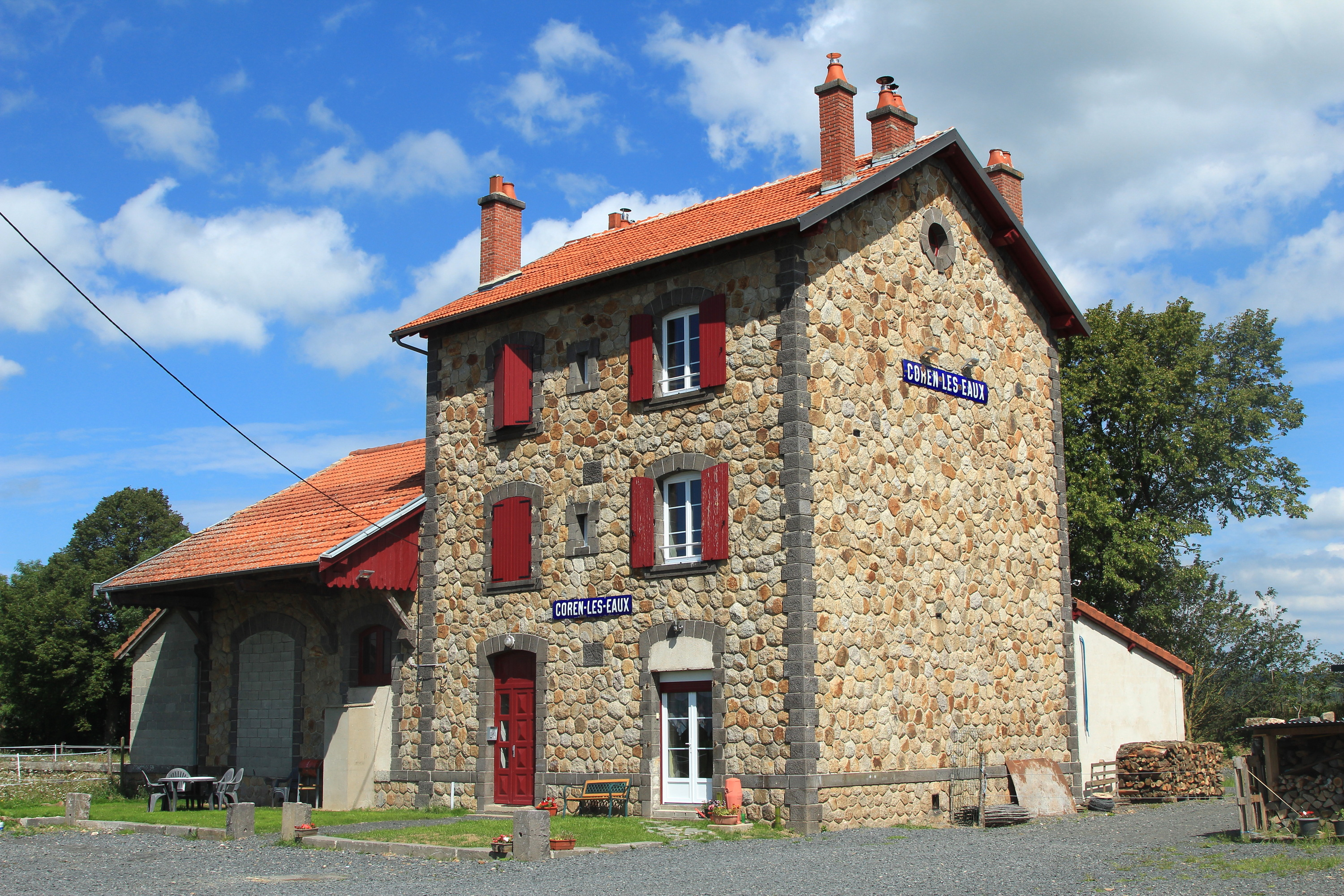
L'ancien bâtiment voyageurs de Coren-les-Eaux.

Avec la création de la SNCF en 1938, la multitude des lignes à travers une région peu fréquentée devient inutile. La société regroupant notamment le PO-Midi (fusion en 1934) et le PLM, décida d'utiliser la section entre Arvant et Neussargues, qui comportait des rampes moins accidentées (17 ‰, c'est-à-dire que la pente maximale était presque deux fois moins forte) pour la liaison de Paris à Béziers par Clermont.